# Суперкубок Гібралтару з футболу 2012
Суперкубок Гібралтару з футболу 2012 — 12-й розіграш турніру. Матч відбувся 8 грудня 2012 року між чемпіоном Гібралтару клубом Лінкольн Ред Імпс та володарем кубка Гібралтару клубом Сент-Джозефс.
| Володар Суперкубка Гібралтару 2012 |
| ---------------------------------- |
|                                    |
| Сент-Джозефс Перший титул          |

## Матч

### Деталі
| 8 грудня 2012 |

| Лінкольн Ред Імпс | 0:2 | Сент-Джозефс |
| ----------------- | --- | ------------ |
|                   |     |              |

| Вікторія, Гібралтар |